# Chevières
Chevières är en kommun i departementet Ardennes i regionen Grand Est (tidigare regionen Champagne-Ardenne) i nordöstra Frankrike. Kommunen ligger  i kantonen Grandpré som ligger i arrondissementet Vouziers. År 2022 hade Chevières 46 invånare.

## Befolkningsutveckling
Antalet invånare i kommunen Chevières
Referens: INSEE